# Kahama (MC)
Kahama (MC) (Municipal Council, auch Kahama Mjini genannt) ist ein Distrikt der Region Shinyanga in Tansania. Er grenzt im Nordosten an den Distrikt Msalala, im Südosten an die Region Tabora, im Südwesten an den Distrikt Ushetu und im Nordwesten an die Region Geita.

## Geographie
Der Distrikt hat eine Fläche von 1515 Quadratkilometern und 453.654 Einwohner (Volkszählung 2022).
Das Klima in Kahama ist tropisch. Im Jahr regnet es durchschnittlich 813 Millimeter. Der Großteil davon fällt in den Monaten November bis April, vor allem die Monate Juni bis September sind sehr trocken. Der wärmste Monat ist der Oktober mit durchschnittlich 25,1 Grad Celsius, am kühlsten ist es im Dezember mit 22,1 Grad.

## Geschichte
Der Distrikt wurde mit der Regierungserklärung vom 15. Oktober 2010 eingerichtet. Im Jahr 2021 wurde der Distrikt vom Town Council (TC) zum Municipal Council erhoben.

## Verwaltungsgliederung
Der Distrikt ist in 20 Bezirke (Kata) gegliedert:
- Isagehe
- Busoka
- Kagongwa
- Iyenze
- Kahama Mjini
- Kilago
- Kinaga
- Majengo
- Malunga
- Mhongolo
- Mondo
- Mhungula
- Ngogwa
- Mwendakulima
- Nyahanga
- Nyandekwa
- Nyihogo
- Nyasubi
- Wendele
- Zongomera

## Bevölkerung
Die größten ethnischen Gruppen im Distrikt sind Sukuma, Sumbwa, Nyamwezi, Waha und Hangaza. Bei der Volkszählung 2002 hatte der Distrikt 115.158 Einwohner. Die Zahl wuchs bis 2012 auf 242.208 und erreichte 262.999 im Jahr 2016 (geschätzt). Bei der Volkszählung 2022 lebten 453.654 Menschen in 104.686 Haushalten. Die größten ethnischen Gruppen sind die Wasukuma, Wasumbwa und die Wanyamwezi.

## Einrichtungen und Dienstleistungen
- Bildung: Für die Bildung der Jugend gibt es 72 öffentliche und 28 private Grundschulen sowie 15 öffentliche und 14 private weiterführende Schulen.[9]
- Gesundheit: Im Distrikt befinden sich 2 Krankenhäuser, 2 Gesundheitszentren und 35 Apotheken.[10]

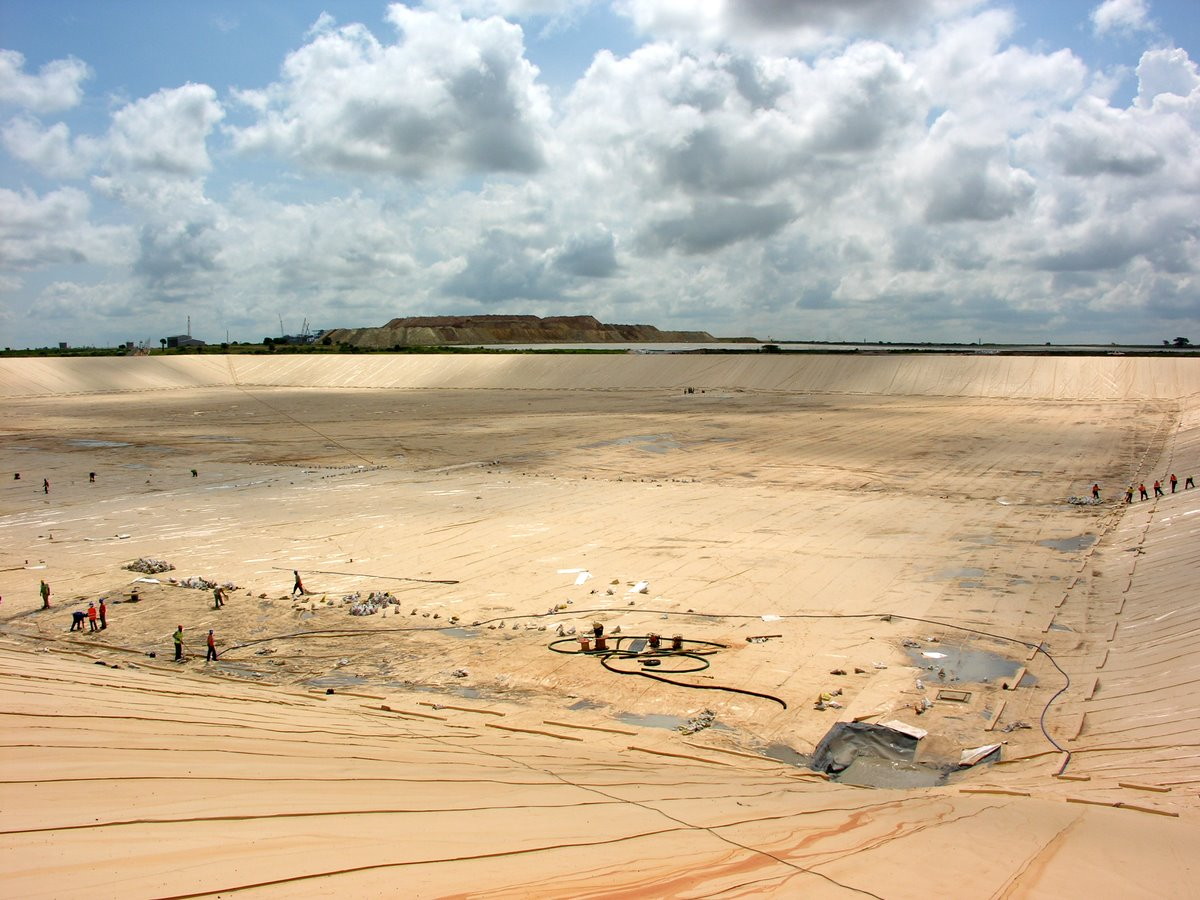
Buzwagi Goldmine

## Wirtschaft und Infrastruktur
- Landwirtschaft: Im Jahr 2018 wurden 470.000 Hühner, 80.000 Rinder und 30.000 Ziegen gehalten. Die Milchproduktion stieg von 300.000 Liter im Jahr 2014/15 auf 2.600.000 Liter im Jahr 2018/19.[11] Die wichtigsten Feldfrüchte sind Mais und Reis, daneben werden auch Süßkartoffel, Erdnüsse und Sorghum angebaut.[12]
- Bergbau: In der Mine Buzwagi, rund 6 Kilometer südöstlich der Stadt Kahama, wird Gold abgebaut. Die Firma African Barrick Gold förderte im Jahr 2011 rund 200.000 Unzen.[13]
- Straße: Durch Kahama verläuft die asphaltierte Nationalstraße T3, die den Distrikt im Osten mit Shinyanga und im Westen mit Geita verbindet.[14]